# Yehud
Yehud (hebreiska: יהוד, engelska: Yahud, Yhud) är en ort i Israel.   Den ligger i distriktet Centrala distriktet, i den norra delen av landet. Yehud ligger 44 meter över havet och antalet invånare är 25 600.
Terrängen runt Yehud är platt, och sluttar västerut.Runt Yehud är det mycket tätbefolkat, med 1 819 invånare per kvadratkilometer. Närmaste större samhälle är Petaẖ Tiqwa, 6,0 km norr om Yehud. Trakten runt Yehud består till största delen av jordbruksmark.